# 许昌市豫剧团
许昌市豫剧团在1949年以前为许昌“大油邦”、“二油邦”戏班，49年后经政府收编改组为许昌专区豫剧团，1984年区划调整后改为现名。现有演职人员76人，其中3名高级职称、18名中级职称。剧团团长为国家一级演员、香玉杯获得者常俊丽。
剧团培养出来的表演家主要有1950、1960年代的王再岭、桑振君、王韵生、李珍荣、柯仲齐，1960、1970年代的任宏恩、袁世安、艾立、汤玉英、杜合法等人。

## 主要剧目
- 《草原之歌》
- 《海滨激战》
- 《白莲花》
- 《下陈州》
- 《英雄山》
- 《九姊妹》
- 《观文》
- 《对绣鞋》
- 《打銮驾》
- 《人欢马叫》
- 《红色娘子军》
- 《朝阳沟》
- 《烛光》
- 《岗九醒酒》
- 《软枣问案》
- 《倒霉大叔的婚事》，获得河南省首届戏剧大赛银奖，被改拍为戏曲电视剧获全国戏曲电视剧“长城奖”一等奖，该剧又被河南电影制片厂拍成戏曲艺术片，获全国优秀影片奖。
- 《石头梦》
- 《糊涂盆砸锅》
- 《山村风流汉》
- 《王家湾的当家人》
- 《买来的媳妇》，获得第七届河南省戏剧大赛铜奖[1]

## 参看
- 豫剧团列表